# Ottava (elettronica)
In elettronica, un'ottava (simbolo oct) è un'unità logaritmica per i rapporti tra frequenze, dove un'ottava corrisponde ad un raddoppio della frequenza. Per esempio, la frequenza che si trova un'ottava sopra 40 Hz è 80 Hz. Il termine deriva dalla scala musicale occidentale nella quale un'ottava corrisponde ad un raddoppio in frequenza. L'indicazione in termini di ottave è quindi comune nell'elettronica audio.  

## Rapporti e pendenze
Un rapporto di frequenze espresso in ottave è il logaritmo in base 2 del rapporto:
{\displaystyle {\text{numero di ottave}}=\log _{2}\left({\frac {f_{2}}{f_{1}}}\right)}
Si può dire che un amplificatore o un filtro ha una risposta in frequenza di ±6 dB per ottava su un particolare intervallo di frequenze, per indicare che il guadagno in potenza cambia di ±6 dB (un fattore 4 in potenza), quando la frequenza cambia di un fattore 2. Questa pendenza, o più precisamente 10 log10(4) ≈ 6,0206 dB per ottava, corrisponde a un guadagno in ampiezza proporzionale alla frequenza.

## Esempio
La distanza tra le frequenze di 20 Hz e 40 Hz è 1 ottava. 
Un amplificatore presenta un guadagno di 52 dB a 4 kHz che decresce all'aumentare della frequenza di −2 dB/oct. Qual è il guadagno a 13 kHz?
{\displaystyle {\text{numero di ottave}}=\log _{2}\left({\frac {13}{4}}\right)=1,7}
{\displaystyle {\text{G}}_{13{\text{ kHz}}}=52{\text{ dB}}+(1,7{\text{ oct}}\times -2{\text{ dB/oct}})=48,6{\text{ dB}}.\,}